# Perlita Greco
Perla Greco (Rosario, 11 de mayo de 1906 - Nueva York, 26 de febrero de 2001) fue una importante actriz, vedette, cantante de tango, cupletista, sainetera y tonadillera de origen argentino, luego nacionalizada española (en 1930) y estadounidense (en 1946). Su verdadero nombre fue Alfonsina Grecco Giovina Constantini, aunque el 8 de agosto de 1946, pide «papers of naturalization» (papeles de naturalización) para obtener los documentos de ciudadana estadounidense, en el distrito sur de Nueva York (petición n.º 543.136). Lo extraño es que habiendo solicitado la naturalización bajo su nombre real, Alfonsina Grecco, su número de Seguridad Social y su partida de defunción (SSN 109-18-7900) figuran con su apodo artístico: «Perlita Greco».

## Biografía
Alfonsina Grecco Constantini nació en la localidad santafesina de Rosario; su madre, Giovina Constantini (1886-1969) era una inmigrante, proveniente del pueblito rural de Casacanditella, región de Abruzzo. De su padre, heredó el apellido Grecco (con dos letras c). Giovina, siendo viuda muy joven, logró que la niña ingresase en el Santa Unión de los Sagrados Corazones (orden religiosa de origen español), donde recibió una dilatada escolarización en canto, danza, y guitarra, y se convirtió en una pianista sobresaliente.
Sintió verdadera vocación por la pintura, y ya en su madurez profundizó aún más ese interés, llegando incluso a publicar, en los años cincuenta, un ensayo sobre la obra de Miguel Ángel.
En 1924, madre e hija se instalaron en una pensión del centro de Buenos Aires. A fin de ganarse el sustento, doña Giovina repartía sonrisas y flores de bar en bar, cual la violetera de la canción. Su hija le ayudaba por las noches, y aprovechaba su natural simpatía para codearse con hombres y mujeres vinculados al espectáculo.

## Carrera
Perla Greco fue una gran actriz que entre 1926-36 supo lucirse en importantes teatros como primera vedette, debido a su impactante talento escénico y sus dotes estéticos.
Su carrera cobró gran impulso al reemplazar en el papel protagónico a su gran amiga Celia Gámez, cuando esta decidió abandonar una obra teatral para viajar a España con su padre. Debutó como primera figura, junto a Miguel Lamas y otros artistas consagrados, en Las corsarias, en el Teatro de La Comedia, con música de Francisco Alonso. En Buenos Aires, la obra superó las tres mil representaciones. Luego y con el rol de vedette, pasó al Teatro Porteño y luego al Teatro Maipo.
Trabajó en operetas nacionales como Cabecitas locas de Pepe Arias, o en obras del género lírico español como Doña Francisquita y Molinos de viento, entre otras. También incursionó en el teatro interpretativo.
En 1926 conoció a la cantante Azucena Maizani, con quien tuvo una fuerte amistad; además, trabajaron juntas en varias oportunidades, como fueron:
- Caras sonrientes, revista original de Ivo Pelay, Luis César Amadori, y Humberto Cairo (1928), y en la que participó Carmen Olmedo.
- Estrellas de fuego, de los mismos autores, con la participación especial de la estrella del variété parisino Pierre Clarel (1928).
- Juventud, divino tesoro, junto a Ángela y Victoria Cuenca, Carmen Olmedo y Violeta Desmond (1928).
- Bertoldo, Bertoldino y el otro, con Azucena Maizani, Manolo Rico y Enriqueta Mesa

Actuó como figurante en Compañero de pieza, obra escrita por José Antonio Saldías.

## Marcha a España y etapa como cancionista
En 1928, el bandoneonista y director Juan Bautista Deambroggio, más conocido como Bachica, le propuso a Perla que viajara junto a él y su orquesta a España, desde donde tenía proyectado iniciar un recorrido por toda Europa, África, y el Medio Oriente asiático, y en esa oportunidad hizo la versión del melodramático tango español La cieguita, entre otros.
La posibilidad de interpretar música española se concretó cuando la ven y oyen los hermanos Serafín Álvarez Quintero y Joaquín Álvarez Quintero, quienes de inmediato piensan en ella para su nuevo vodevil musical, El niño me retira. Dicha obra la presentaron en el Teatro de La Zarzuela, donde comenzó entonces la carrera de la artista como actriz teatral, pasando del tango al couplé.
Luego Don José Campúa la convocó para la obra ¡Por si las moscas!, en reemplazo de Celia Gamez. Actuó allí junto a Faustino Bretaño, y en 1929 debutó en el Teatro Romea, donde estrenó a partir de ese año diversas obras tales como:
- Las mimosas.
- Las modistillas.
- ¡Colibrí!, con Música de Ernesto Pérez Rosillo.
- Los jardines del pecado, con textos de Antonio Paso y música de Francisco Alonso.
- Me acuesto a las ocho (1930).
- Las guapas (1930).
- Las zulús (1930).[3]
- Las mujeres bonitas (1933), con Amparito Taberner, Salvador Videgain García, Miguel Ligero Rodríguez, "Galleguito".[4]

También grabó varios discos en espectáculos como Chotis de la Manuela y el chárleston del Periquito y Lency (este último estrenado en el Teatro Cómico de Barcelona); el irónico ¡Ven con la cafetera! con la segunda voz de Nieves Castizo; La modistilla; Yo quiero un auto, papá; y algún que otro tango como Tus ojos me lo decían. En 1931 grabó el vals «Manuela», que es una adaptación del tema original de la película alemana Mädchen in Uniform, considerado el primer film de la historia que trató de forma explícita el amor y el deseo entre mujeres.
Trabajó con grandes figuras como Gloria Guzmán, Blanca Negri y Rosita Moreno. En 1934, Perlita viajó a América, al igual que lo hacían mucho actores españoles coetáneos para abrir nuevos mercados, y lo hizo con la Compañía de José Juan Cadenas y Eulogio Velasco. Dio shows en Cuba y México, y luego cruzó el río Grande, donde se reencontró con Carlos Gardel. Apareció brevemente en la famosa escena de las «Rubias de New York» del film gardeliano El tango de Broadway (1935).
En 1936, la guerra de España la sorprendió junto a su madre en Cuba, y allí se quedaron a vivir. La mayor parte de su dinero quedó en España; de modo que perdieron casi todo.
En 1938 regresó a la Argentina en una obra teatral. En el extranjero realizó actuaciones en el célebre cabaret El Morocco, y grabó singles y publicidades en inglés y español que se radiaron en la NBC neoyorquina. También desarrolló distintos trabajos artísticos con Terig Tucci.
En 1949 viajó a Buenos Aires para presentar un espectáculo junto a: Francisco Canaro y su orquesta; el comediante Andrés "Toscanito" Poggio; Mecha Delgado; Lalo Malcolm; Félix Mutarelli; Francisco Amor; Ubaldo Martínez; Gloria Ramírez.
En 1952 se presentó en Madrid y en Barcelona con la revista ¡Nada más que uno!, junto a Antonio Garisa y Manolita Ruiz.

### Filmografía
Si bien rechazó numerosas oportunidades de filmar películas en Europa, aceptó hacer Yo quiero que me lleven a Hollywood en 1932, dirigida por Rosario Pi. Se trataba del primer film español dirigido por una mujer, hoy imposible de ubicar.

## Vida privada
Perla Greco tuvo un prolongado romance secreto, desde 1926 a 1935, con el cantante de tangos Carlos Gardel, a quien conoció por medio de Azucena Maizani.
El mismo día del choque aéreo donde muere Gardel, ocurrido en Colombia en 1935, Greco declaró al reportero madrileño José Montero Alonso ―quien por pura casualidad la estaba entrevistando en ese momento―:

¡Pobre Carlitos! No hace todavía quince días que recibí, desde América [sic, por Estados Unidos], su última carta. Me hablaba de sus proyectos, de que le iban bien las cosas... Y de pronto, esta noticia de su muerte. ¡Es espantoso! Su recuerdo equivale en mi vida a tantas, tantas cosas...
Perlita Greco

En 1929 comenzó un noviazgo oficial con Paulino Uzcudun Eizmendi, célebre boxeador vasco, proclamado tres veces campeón de Europa de los pesos pesados, en 1926, 1928, y 1933. La cantactriz le dedica un tango que se hizo muy popular, titulado: Paulino Uzcudun.
Al terminar la relación con el boxeador, inició un romance en 1932 con el Conde de Villapadierna (José María Padierna de Villapadierna y Avecilla), un conocido playboy de alta alcurnia, pionero del automovilismo y creador de la Escudería Villapadierna, así como más tarde de la legendaria Cuadra Villapadierna y el Derby Español. Luego sería el fundador de la Real Federación Española de Automovilismo.
A partir de 1936 la cantante se instaló con su madre en Cuba, aunque luego se mudaron a Detroit (Estados Unidos) y finalmente a Nueva York.
En Estados Unidos contrajo matrimonio con un rico joyero, dueño de la boutique "Lilli" en el exclusivo Plaza Hotel neoyorkino.
Algunos comentarios que se difundieron con el tiempo, le atribuyeron a Perlita una presunta orientación bisexual, por su tendencia a vestir como hombre durante sus actuaciones o usar pantalones largos durante sus presentaciones públicas, algo insólito en la moda femenina de aquel entonces.
En el libro  "Manteca del techo" del periodista y escritor Roberto Alifano sobre la vida de "Macoco", Martín Alzaga Unzué, todo el capítulo XIV está dedicado a las memorias sobre ella.